# 甘达基省
甘達基省是尼泊爾根據2015年9月20日採納的新憲法而建立的七個省份之一，省會是博卡拉。該省向北接壤中國西藏自治區，向東連接巴格馬蒂省，向西連接格爾納利省，向南則連接藍毗尼省以及印度的北方邦。甘達基省總面積21,504平方公里。根據2011年尼泊爾人口普查，該省總人口為2,403,757人。2018年7月，新選出的省會議採納甘達基省作為該省的永久名稱，取代原名第四省。